# Hamadan

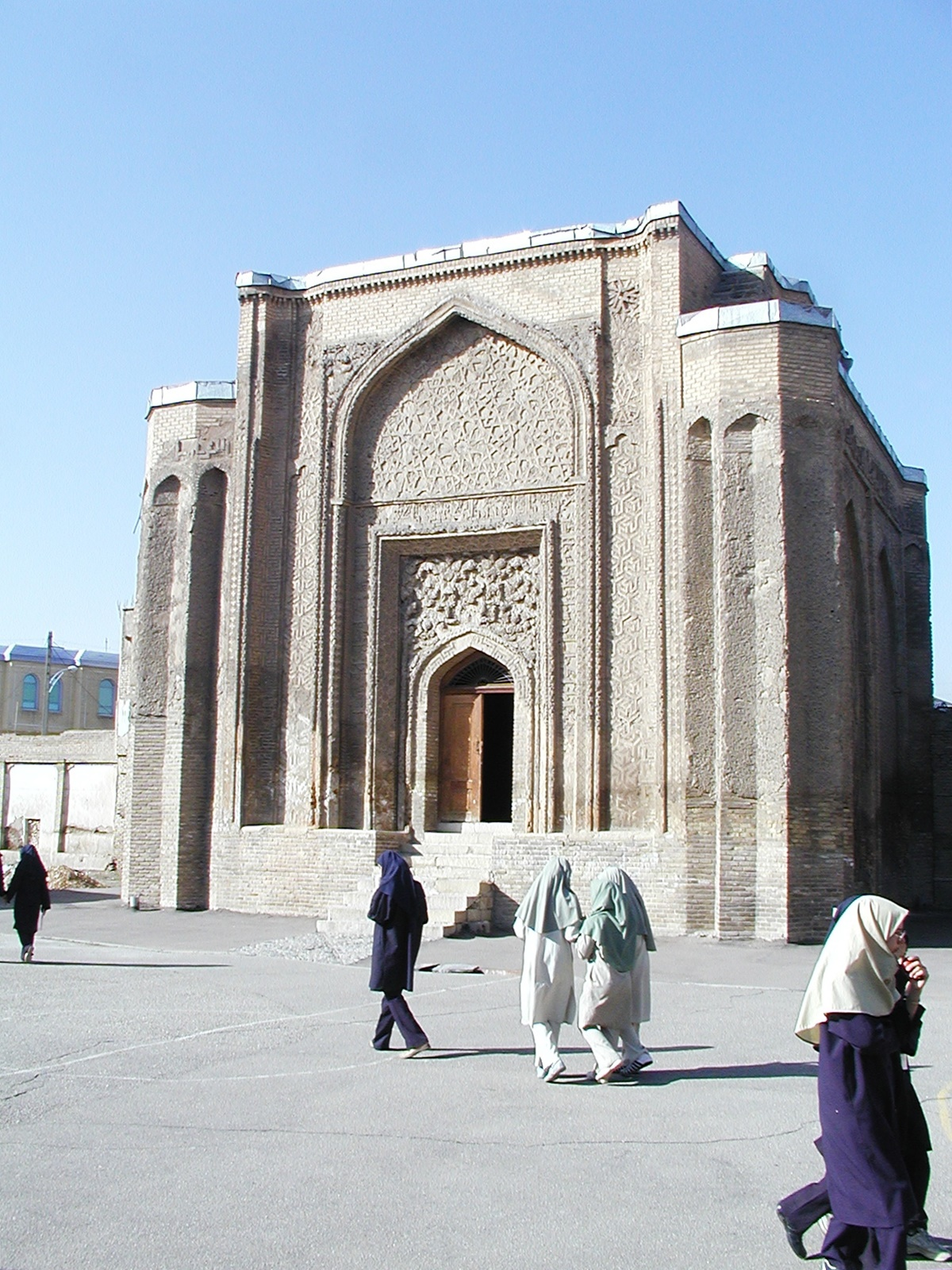
Mausoleu de la ciutat

Hamadan o Hamadhan (assiri: Abdadana; persa: همدان, Hamedān o Hamadān; antic persa 𐏃𐎥𐎶𐎫𐎠𐎴, Hagmatana; grec antic: Ἐϰβάτανα, Ecbàtana) és una ciutat de l'Iran situada en una plana al sud de la muntanya Alwand. Està a 1.800 m sobre el nivell del mar. Té aproximadament 550.284 habitants (estimació 2005). És capital de la província de Hamadan.

## Llocs interessants
- Cova d'Ali Sadr
- Mausoleu d'Avicenna (Abdullah ibn Sina)
- Mausoleu de Baba Tahir
- Dringadissa d'Abbas Abad
- Tombes d'Ester i Mardoqueu
- Excavació de l'antiga Ecbàtana.
- Ganjnameh
- Gonbad-e Alavian
- Museu d'Història Natural de Hamadan
- Lleó de pedra de Hamadan
- Lalejin
- Casa de Mohammadi
- Casa de Nazari
- Capella d'Ester i Mardoqueu
- Gran Basar de Mozafarieh

L'edifici històric més important n'és el Gandj Namah, on hi ha dues inscripcions aquemènides de Darius i Xerxes, situat a la muntanya Alwand, a la vall d'Abbasabad, a uns 12 km de la ciutat.
Altres monuments destacats són: la tomba d'Avicena (Bu Ali Sina), l'estàtua d'un lleó (monument de l'època dels parts), la pretesa tomba d'Esther i de Mardoc, la mesquita Alawiyan, d'època seljúcida, la tomba de Baba Tahir, la torre de Qorban (una tomba amb piràmide a l'est de la ciutat) i el mausoleu mongol de Burdj-i Kurban.
Els mausoleus i mesquites principals són: Imamzadeh Esmaneil, Imamzadeh Abdullah, Jami i Khaneqah.
A 60 km al nord hi ha les coves d'Alisadr.

## Història

### Ecbàtana
El seu primer nom fou Ecbàtana (vegeu Ecbàtana per al període anterior al domini musulmà). Després de la Batalla de Nihawand el 641 o 642, el governador de la ciutat, Dinar, va demanar un tractat al comandant àrab Hudafya ben Yaman, que el va acordar contra pagament del tribut (jeyza). Però sembla que els perses van trencar l'acord vers el 642. El califa va enviar dotze mil soldats sota el comandament de Noaym ben Moqarrem (el governador d'ètnia persa era llavors Koia o Koftar, que deia ser descendent del sassànida Bahram Tshoban); però, en conèixer la notícia que els caps de la resistència persa havien reunit forces a Kazwin, el tractat anterior fou renovat, Yazid ben Qays al-Hamadani fou deixat com a governador; marxà Noaym contra els perses rebels, i conquerí pel camí moltes ciutats, fins a trobar els resistents al riu Vairud (actual Auvaj), on lliurà una batalla en què els perses foren derrotats. Però Hamadan no va tardar a revoltar-se i Noaym va haver de tornar a la ciutat el 643 per sotmetre-la. Vajrud Moguira ben Ocba, nou governador de Kufa substituint Ammar ben Yaser, va enviar Jarir ben Abd Allah Bajali a Hamadan (vers 645), però aquest governador no fou acceptat per la ciutat, que es va revoltar altre cop. Jarir va ser ferit durant la lluita. A finals d'any, Jarir va poder entrar a l'assalt a la ciutat, però altra vegada es va fer un acord de pau similar als anteriors.

### Domini musulmà
Una altra versió diu que el governador del califa Uthman a Kufa, Said ben Abi Waqqas, va nomenar governador de Hamadan Ala ben Wahb, però fou rebutjat pel poble i fou Ala ben Wahb qui va ocupar la ciutat vers el 644, i llavors van pagar la jezya i un recàrrec de 100.000 dirhams. Jarir, en tot cas, apareix com a governador almenys fins al 655, supeditat als emirs de Kufa Wahb ben Abd-Allah al-Qaysi, després Malek ben Habib Yarbui, després Nusayr ben Tur Idjli, al qual va substituir el seu fill Serri.
El següent califa Ali (655 - 660) es va traslladar a Bàssora i va nomenar nous governadors. Jarir fou un dels destituïts i després va servir a Moawiya contra Ali. Després de la batalla de Siffin, Ali va nomenar Amr ben Salema com a valí a Hamadan, que fou probablement l'origen de la família àrab del Banu Salema de Hamadan, que va viure a la ciutat fins al segle ix. Altres tribus es van establir a la ciutat: els Banu Hanala i els Banu Johayna. El 696, se sap que habitaven també la regió els àrabs de la tribu Banu Rabia i els de la tribu Banu Idjl, junt amb cristians i jueus.
Una part dels Banu Idjl (també coneguts com a Banu Dulaf) es va unir als abbàssides i amb el triomf va adquirir molt de poder al Jibal (que és com deien els àrabs la regió de Hamadan i Esfahan) i en van rebre el govern després del 750. El seu màxim poder va arribar amb Harun al-Rashid i Al-Mamun, quan Abu Dulaf Qasem ben Isa Idjli Karaji (801 - 841) fou governador de tota la província.

### Delsegleixal XII
Després de la mort del califa d'Abu Muslim, el moviment mazdaista i la kurramiyya es van estendre per la regió i el poble hi va participar amb l'aixecament de Sonbad. El califa Al-Mansur va enviar l'emir dels Banu Dulaf amb un exèrcit de deu mil soldats i el cap rebel va morir en una batalla entre Rayy i Hamadan.
El cobrament de taxes (karaj) a la ciutat estava encarregat a la família Banu Salema i el govern de la ciutat era hereditari en aquesta família, i amb el temps eren freqüents els abusos. El 804, Harun al-Rashid es va parar a la ciutat de camí al Khorasan i va dictar ordres sobre el cobrament de taxes, les divisions administratives de les províncies (welayat) i les mesures de la terra.
Després de Harun, la regió fou el teatre principal de la lluita entre els partidaris d'Al-Mamun (l'exèrcit de Khorasan) i els d'Al-Amin (iraquians). Usama ben Hammad al-Hamadani fou l'encarregat de dirigir les forces d'Al-Amin a Hamadan, però més tard fou substituït per Isa ben Mahan, al qual va donar el govern del Djabal i el comandament de quaranta mil soldats. L'emir Abu Dulaf va rebre l'ordre d'unir-se a Isa amb cinc mil guerrers. Taher ben Husayn Dhul Yaminayn dirigia l'exèrcit d'Al-Mamun i Isa ben Mahan fou derrotat en una batalla prop de Rayy, en la qual a més va morir el seu fill (setembre del 806). Al-Amin va enviar un altre exèrcit de vint mil soldats dirigit per Abd-al-Rahman ben Jabala, que va xocar amb Taher ben Husayn prop de Hamadan, i altre cop el khorasànida va obtenir la victòria. Abd al-Rahman es va refugiar a la ciutat on Taher va tallar l'aigua i els subministraments i la va assetjar. Abd al-Rahman es va rendir l'octubre del 806. D'acord amb una tradició, Mamun va donar el govern de Dinawar i Hamadan a Abu Djafar Muhammad ben Jahm Barmaki, un astrònom.
Després de la mort d'Al-Mamun i durant el califat d'Al-Motasen, el poble de la regió del Djabal va esdevenir zoroastrià o va acceptar les tesis Khurramiyya i Batiniyya. Progressivament, es va estendre un moviment revolucionari i molts funcionaris del govern foren assassinats. La majoria volia unir-se a Babak. El califa va enviar un exèrcit de 40.000 soldats dirigit per Ishaq ben Ibrahim (833), que els va derrotar i va fer seixanta mil morts. Alguns fugitius van arribar fins a l'Azerbaidjan i Armènia, on estava la base principal de Babak. El califa Al-Motasem va enviar al general conegut com a Al-Afshin Haydar, príncep d'Ushrusana i governador del Djabal, que finalment va poder derrotar Babak.
Els Banu Idjl o Dulaf van regir bona part del Djabal durant cent anys (801 - 898) i van donar molts emirs. Sovint, Hamadan estava dins l'àrea que ells governaven. La ciutat mateixa continuava en mans dels Banu Salema, el membre més destacat dels quals fou Abul Wafa Muhammad ben Abd al-Aziz ben Salema, poeta i erudit. Vers la meitat del segle ix, una branca dels sayyids Hasanides coneguda com els Alawis de Hamadan, es va establir a la ciutat, de la qual més endavant (864) van assolir el govern local hereditari que van conservar fins al 1058, i per mitjà d'una altra branca fins al 1252.
Vers el 929 Ashfar ben Shiroya, un cap daylamita al servei dels samànides, es va apoderar del Djabal i va entrar a Hamadan i Karaj. Això fou el final dels emirs Banu Dulaf. Després d'Ashfar, el seu lloctinent Mardawidj ben Ziyar prengué el control dels daylamites i va agafar el poder a la regió fins al 938. Com que no podia pagar a la seva gent, va haver de donar diverses ciutats del Djabal als seus generals com a feus. El 931, va entrar a Hamadan i va fer una massacre a la ciutat en represàlia per la resistència oferta. Després de Mardawidj, va entrar a la ciutat el buwàyhida Imad al-Dawla, que va posar tota la regió sota el seu control amb ajut de khorràmites, xiïtes i zoroastrians. Va acordar pagar al califa dos-cents mil dinars de taxes per Dinawar i Hamadan.
El 956 va patir un terratrèmol. El 962 la ciutat fou teatre d'un conflicte religiós. El 976, el buwàyhida Rukn al-Dawla Hasan va dividir els seus dominis entre els seus fills i va donar Hamadan, Rayy, i Kazwin i les seves dependències a Amir Fakr al-Dawla (983 - 997).
Amb Fakr es va iniciar la constitució d'un emirat del Djabal. Després d'ell els seus fills Majd al-Dawla (997 - 1029) i Shams al-Dawla (997 - 1021) van governar sobre Rayy i Hamadan, respectivament. Després, Ala al-Dawla Kakuya, un cosí de la seva mare que governava a Esfahan, va adquirir Hamadan després de derrotar el darrer buwàyhida Saman al-Dawla (1021 - 1023), fill de Shams al-Dawla. El 1029 fou saquejada pels Oghuz.
Ala al-Dawla Kakuya fou expulsat de Hamadan el 1030 pel soldà Gaznèvida Masud I. Durant aquest període, els caps tribals kurds dels Bazerkani van incrementar el seu poder sota la direcció d'Abu'l-Fawaris Hasanuya, anomenat Hasanwayh ben Hasan Barzekani (958 - 979), que es va apoderar de bona part del Kurdistan incloent Dinawar, Nehavand, Yazdegard (castell) i Asadabad vers el 958 i va fer de Sarmaj, una fortalesa al sud de Bisutun, la seva capital. Els emirs Hasanwàyhides van dirigir la part occidental de Pèrsia per uns seixanta anys essent l'emir més important Abu Najm Badr ben Hasanuya (981 - 1014), que fou un aliat dels buwàyhides contra el samànides de Khorasan.
Després dels gaznèvides, Hamadan va caure en poder dels seljúcides. El 1100 Hamadan fou saquejada pels seljúcides. El 1136 va patir una epidèmia de pesta. Pocs anys després, es va convertir en la capital de la branca seljúcida de l'Iraq Adjemí, i va prosperar notablement. El govern local, això no obstant, va continuar en mans del clan Alawi, que va arribar al cim del seu poder i prestigi sota la branca familiar de l'Ala al-Dawla (anomenats els «reis de la muntanya»), que van governar hereditàriament la ciutat del 1058 al 1252.

### Nova Hamadan
El 1221 fou ocupada pels mongols després d'un llarg setge, i destruïda; els habitants que no van morir van fugir, però hi van tornar en els següents anys i, llavors, el 1224 van tornar els mongols i van acabar de massacrar els que quedaven. Uns anys després, la ciutat es va reedificar una mica més al nord i fou anomenada Nova Hamadan (Hamadan-e Now) i va recuperar una mica de la seva prosperitat sota els il-kans. L'historiador Rashid al-Din va néixer a la ciutat vers el 1247. Hulagu la va usar per a acampar. El kan Abaka hi va morir el 1282. Va seguir en poder dels il-kans fins al 1337, en què va passar al cobànida Shaikh Hasan-e Kučuk (1337 - 1343) i després Malek Ashraf (1343 - 1357); després va passar als jalayàrides amb Sultan Uways I (1356 - 1374) i Sultan Husayn (1356 - 1382) i el seu successor Ahmad ibn Uways.

### Timúrides
Quan Tamerlà anava cap a Esfahan el 1387 va passar per Hamadan i va arribar a Gerbadekan on va posar les seves forces en ordre de batalla i es van presentar davant les muralles d'Esfahan (tardor)); el 1393 en la campanya del Petit Lur Tamerlà es va dirigir cap a Hamadan i cap a Burudjird); el 27 de juny va acampar a la plana d'Hamadan; cap d'aquestes vegades consta que hi hagués oposició al conqueridor. A la plana d'Hamadan Tamerlà va conferir el virregnat del Regne de Hulagu o Takhi-i-Hulagu (Iraq Ajamita i Azerbaidjan) al seu fill Miran Shah i en la creació s'enumeraven com a regnes: Rayy, Azerbaidjan, Shirvan, Derbent, Bakú, Gilan i les seves dependències, fins al país anomenat Rum (Anatòlia); pare i fill es van intercanviar regals i Miran Shah va oferir un banquet; el dia 2 de juliol de 1393 Timur va abandonar Hamadan. El 1396 Timur va estar a Hamadan tot el mes de Ramadà, que va coincidir gairebé amb la segona meitat de juny i la primera de juliol del 1396. El 17 de juliol de 1396 Timur va sortir d'Hamadan en direcció a Samarcanda. El 1403 era governador (probablement des de 1396) l'amir Tukel Ari Bugha; el 1404, abans d'abandonar el Karabagh i dirigir-se cap a l'Àsia central, Tamerlà va concedir el govern dels districtes de Hamadan, Nihawand, Burudjird i Lur-i Kučik al seu net Iskandar ibn Umar Shaykh.
Hamadan, tot i el domini directe de Iskandar, estava inclosa dins el virregnat de Muhammad Umar ibn Miran Shah. Aquest hi va estar el 1405 i va rebre regals de les autoritats de la ciutat i altres en la seva ruta. L'abril del 1405 els germans Pir Muhammad de Fars, Rustem d'Esfahan i Iskandar d'Hamadan-Nihawand van reconèixer conjuntament la supremacia de Xah Rukh del Khurasan. Un conflicte entre Iskandar i Muhammad Umar va comportar que l'exèrcit d'aquest darrer es presentés a Hamadan; Rustem d'Esfahan hi va enviar un negociador de nom Hajji Musafir Umar, ben acollit per Muhammad Umar; es va acordar la pau, retornant enrere l'atacant (1405). Durant la lluita contra el seu germà Abu Bakr ibn Miran Shah, el hivern del 1406 Muhammad Umar va anar de Maragha cap a Hamadan on el seu governador Arxiun li va dir que no podria resistir a Abu Bakr i que valia mes demanar ajut a Pir Muhammad de Fars. Abu Bakr va ocupar Derguzin i Hamadan el febrer de 1407, Hauria passat avançat l'any 1407 als kara koyunlu ja que Kara Yusuf hi va enviar al pretendent muzaffàrida al-Motasim, que finalment va acabar movent-se a Esfahan. El 7 de gener de 1409 un ambaixador del sultà jalayírida Ahmad ibn Uways va demanar permís a Kara Yusuf per establir el campament d'estiu del sultà a Hamadan, permís que fou refusat; però no consta oposició al sultà jalayírida que va dominar la ciutat en el seu camí cap a Sultaniya on va establir el seu ilak. En la seva incursió de 1410 Ahmad ibn Uways va sortir de Bagdad cap a l'Azerbaidjan el 15 de maig de 1410 i va arribar a Hamadan. En aquest districte va sotmetre als kurds de la zona. El 1413 Quan Kara Yusuf va arribar a Hamadan va saber que Iskandar, ara governant a Fars s'acostava amb la pretensió de conquerir l'Iraq Ajamita [per error diu Azerbaidjan a la font], havent entrat per la ruta de Luristan arribant al territori de Nihawand, on Kara Yusuf va saber que venia i va sortir al seu encontre. En aquest moment Kara Yusuf es va posar malalt i la malaltia es va anar agreujant; també molts soldats van patir malalties i, per tant, els kara koyunlu van haver de retirar-se. No s'esmenta però probablement Iskandar va aprofitar per dominar Hamadan ja que el 1414 Xah Rukh li reconeixia la possessió a Iskandar, aleshores amb residència a Esfahan. Després de la derrota d'Iskandar, el jove `príncep Baykara, que havia destacat als combats i al qual l'emperador Xah Rukh tenia molt d'afecte, va rebre en feu (syourgal) el govern d'Hamadan, les fortaleses de Burudjird i Nihawand i l'alta autoritat sobre Luristan (a més de diversos consells sobre la manera de governar amb justícia).Baykara va perdre el seu feu quan es va revoltar el 1415 i fou derrotat.

### Kara Koyunlu
Els Kara Koyunlu van governar la ciutat vers 1430 i 1438-1450; va quedar governada per Aliakar Baharlu (Barani), un emir al servei de Djahandjah Mirza Turkaman (1437 - 1467). El fill d'Aliakar va succeir al pare i encara governava com a vassall dels Ak Koyunlu quan fou ocupada pels safàvides (1503). La regió de Hamadan va rebre el nom de domini d'Aliakar (Qalamrow-e Aliakar), i la ciutat fou la capital de l'Iraq Ajemí o Ajamita

### Post-segle XVI
El segle xvi, va canviar diverses vegades de mans entre safàvides i otomans. El 1724 fou ocupada per Ahmed Pasha, governador otomà de Bagdad, però el 1732 en fou expulsat per Nadir Shah. Durant el període Zand (1751 - 1789), va pertànyer a aquesta dinastia i durant aquest període va emergir com a element influent a la ciutat la tribu Qaraguzlu. El 1789 va ser ocupada per Agha Muhàmmad Qajar, fundador de la dinastia qajar, que va destruir la ciutadella situada en un turó anomenat al-Mussala. Des de llavors va assolir una major prosperitat, però la població local va quedar sota la direcció dels opressius shaikhs Qaraguzlu, i això va portar a algunes protestes populars i avalots.
Hamadan es va unir al moviment constitucional de l'Iran. Durant la I Guerra mundial fou ocupada per otomans, russos i britànics, i es va passar un període de fam. Després de la guerra la ciutat va créixer ràpidament. El 1979, va tenir part activa en la revolució islàmica de l'imam Khomeini.

## Agermanaments
- Kulyab, Tadjikistan

## Personatges
- Abolhassan Banisadr, primer president electe de l'Iran
- Baba-Taher-e Oryan, poeta
- Ein-Alqozat Hamadani (عین القضات همدانی), filòsof i sufista (any 1100)
- Hosseini Davar, poeta (meitat del segle xx)
- Mir Sayyid Ali Hamadani, sufí i poeta
- Mirzadeh Eshghi, poeta
- Khosrow Golsorkhi, periodista i poeta comunista
- Mohammad Fakhreddin-e Araghi, poeta (1300)
- Shirin Ebadi, premi Nobel de la pau del 2003
- Mirza Gholam-Hossein Bargharari, filòsof i poeta